# Vit fetknopp
Vit fetknopp (Sedum album) är en flerårig ört i familjen fetbladsväxter. Vit fetknopp kan bli två decimeter hög och blommar juni till augusti. 

## Bilder

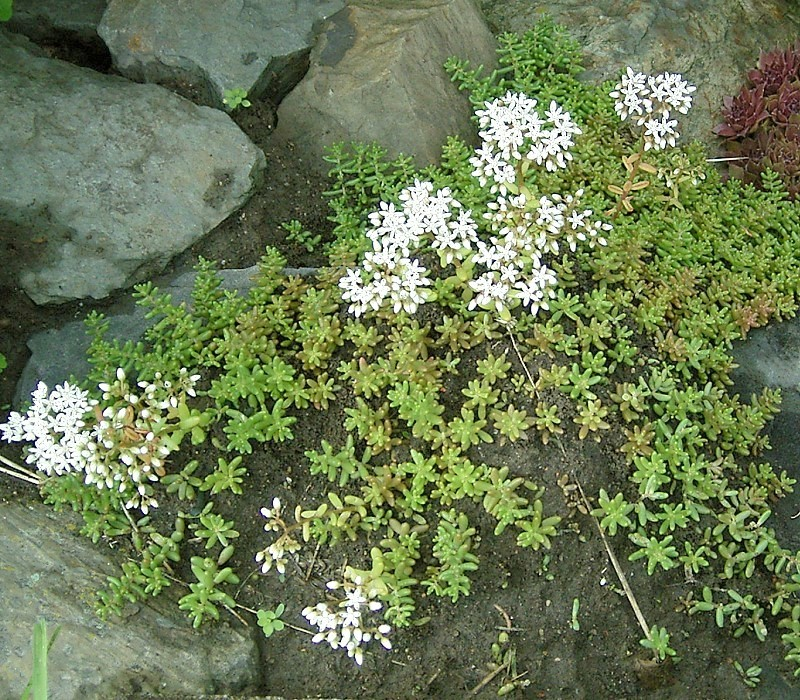
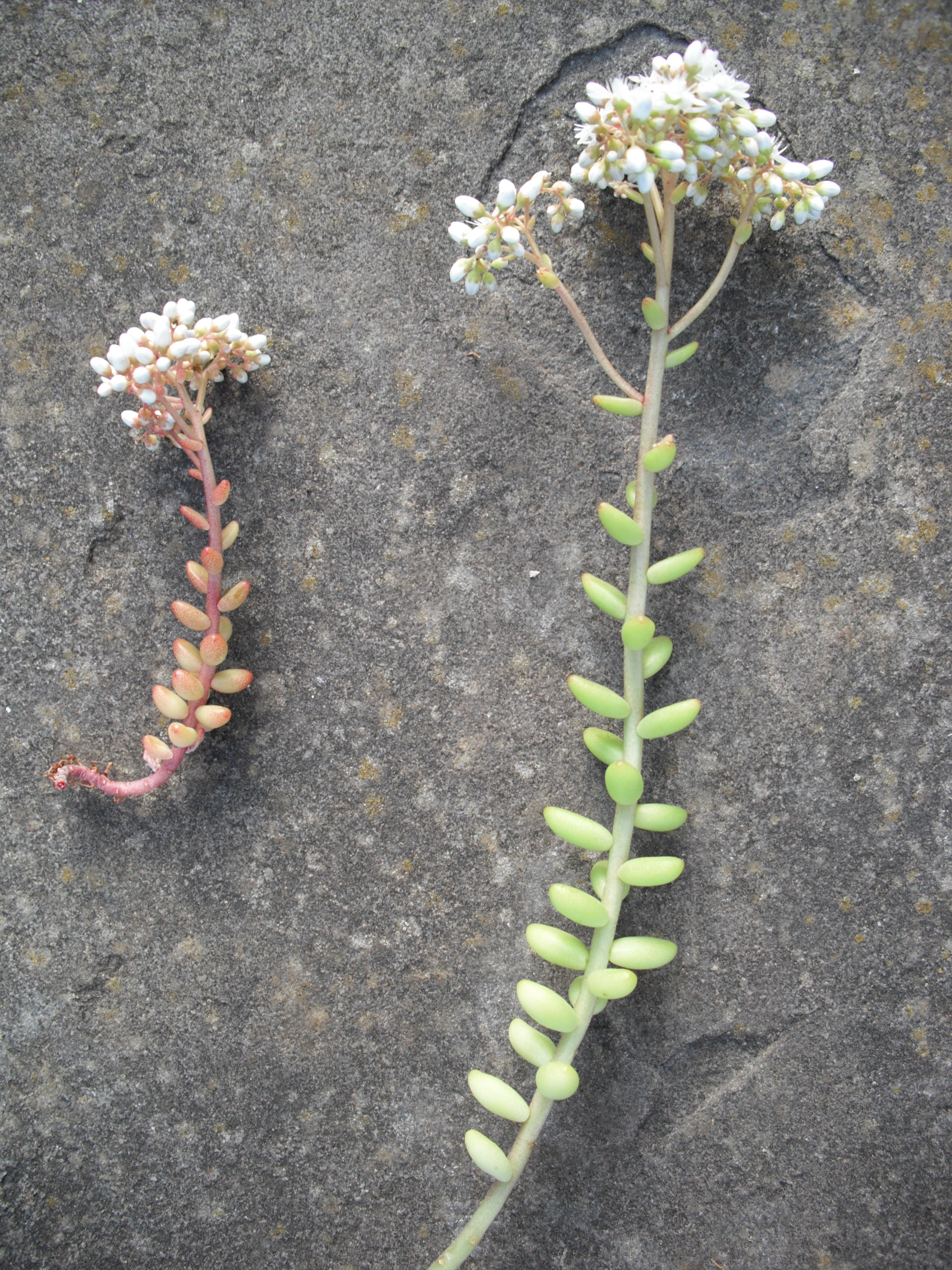
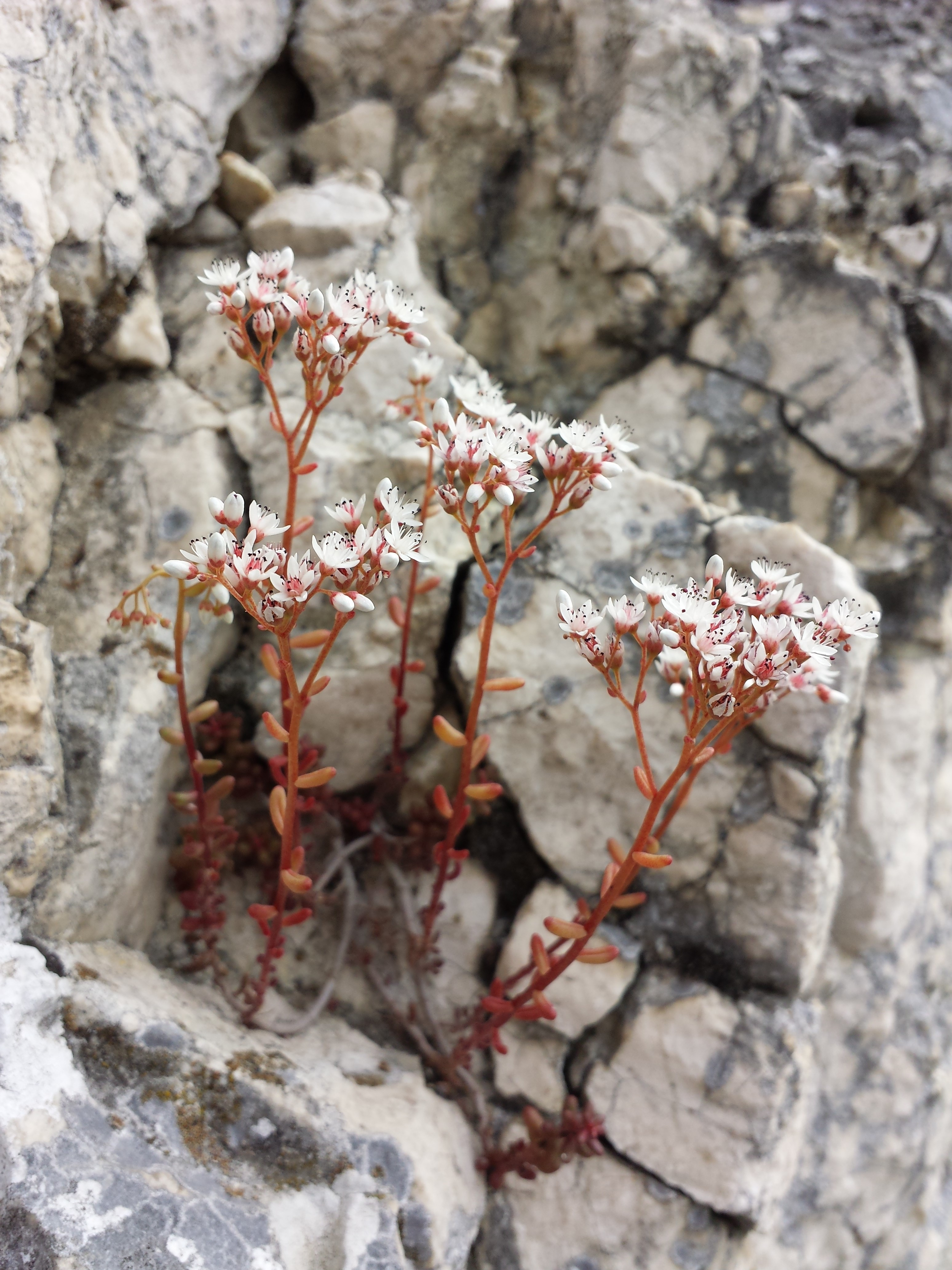
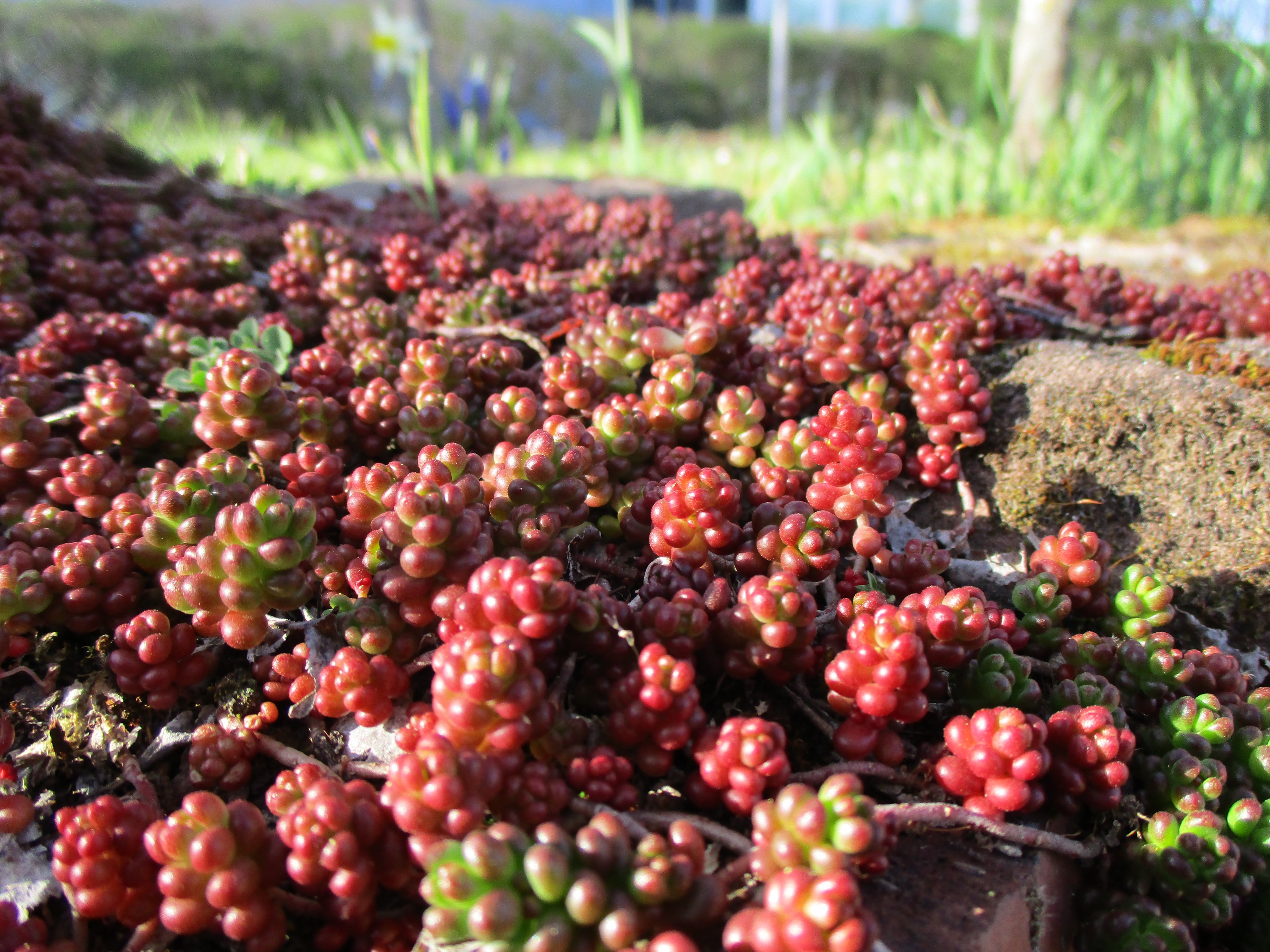
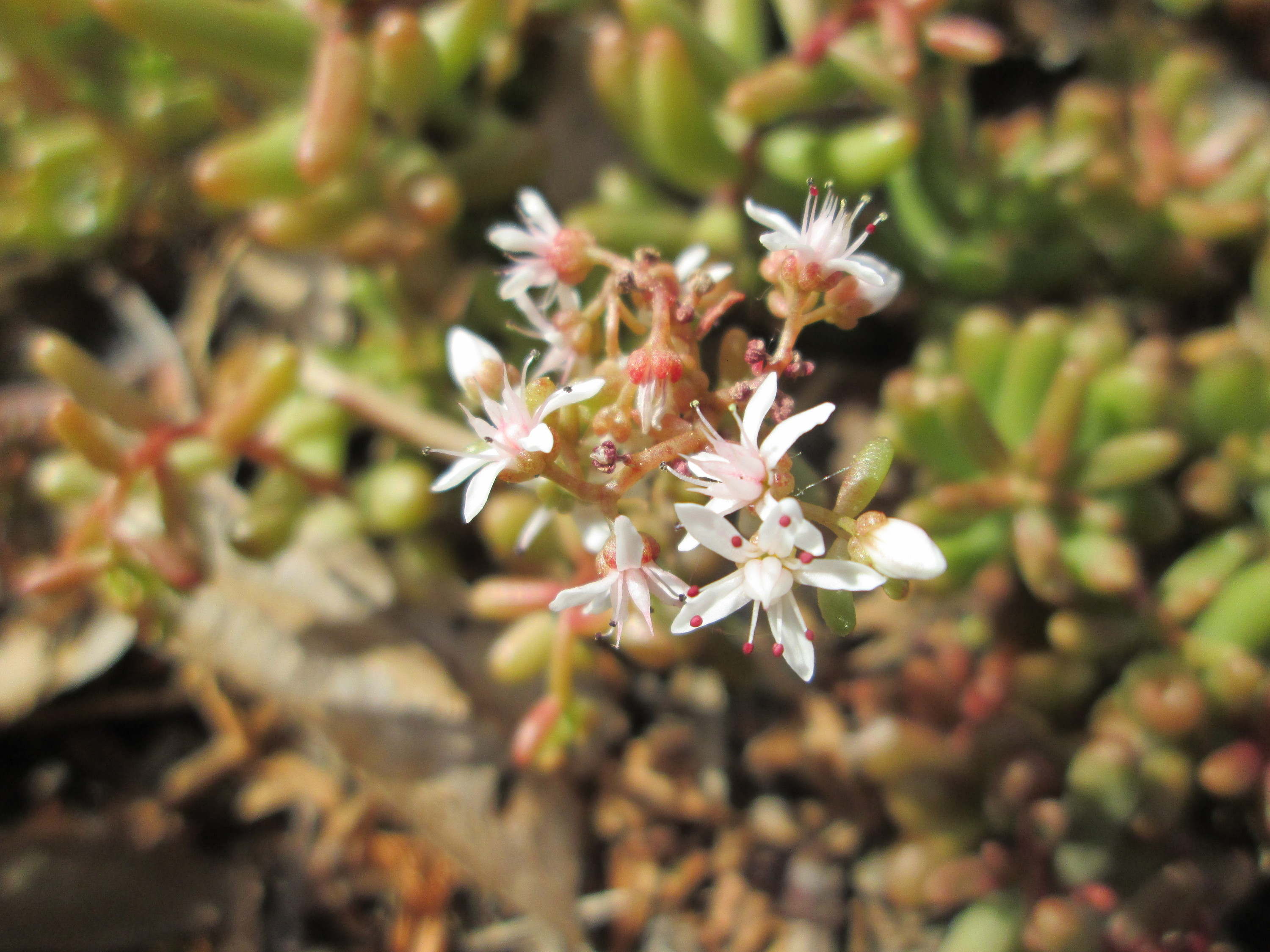